# ماريا دان (مغنية مؤلفة)
ماريا دان هي مغنية مؤلفة كندية، ولدت في 1966 في اسكتلندا في المملكة المتحدة.

## وصلات خارجية
- ماريا دان على موقع IMDb (الإنجليزية)
- ماريا دان على موقع ميوزك برينز (الإنجليزية)
- ماريا دان على موقع أول ميوزيك (الإنجليزية)
- ماريا دان على موقع ديسكوغز (الإنجليزية)